# Rangsit Prayurasakdi
Rangsit Prayurasakdi, hoàng tử của Chainat (tiếng Thái: สมเด็จพระเจ้าบรมวงศ์เธอ พระองค์เจ้ารังสิตประยูรศักดิ์ กรมพระยาชัยนาทนเรนทร; RTGS: Somdet Phra Chao Borommawong Thoe Pra Ong Chao Rangsitprayurasak Krom Phraya Chainatnarenthon; 12 tháng 11 năm 1885 - ngày 07 tháng 3 năm 1951) là người sáng lập của Thái Lan Bộ y tế công cộng và là nhiếp chính của Thái Lan.

## Đầu đời
Hoàng tử Rangsit sinh ra là con thứ 52 của vua Chulalongkorn và đứa con thứ hai của Chao Chom Manda Nueng (tên gọi chung Mom Rajawongse Nueng Snidvongs), người vợ thứ 22 của Chulalongkorn. Sau cái chết sớm của mẹ mình, Hoàng tử Rangsit và chị gái Công chúa Yaovabha Bongsanid đã được thông qua bởi Nữ hoàng Savang Vadhana. Kết quả là, ông đã lớn lên như một người em trai và trẻ em người bạn của Hoàng tử Mahidol. Ông bắt đầu học tại trường Royal Grand Palace. Ở tuổi 14, ông được gửi sang Đức để học tập. Lúc đầu tập thể dục Martineum trong Halberstadtwhere ông tốt nghiệp với Abitur vào năm 1905 và sau đó Heidelberg-Đại học Heidelberg. Mặc dù ông đã được quan tâm nhiều trong y học, cha ông khăng khăng đòi một nền giáo dục trong luật học, mà ông hoàn thành vào Ruprecht Karl Đại học Heidelberg. Ông bổ sung nghiên cứu triết học vào năm 1908. Đó là trong nghiên cứu của mình rằng ông đã gặp người vợ của mình, Elisabeth Scharnberger (15 tháng 9 năm 1892 - ngày 29 tháng 9 năm 1973), một phụ nữ Đức mà ông kết hôn ở London vào ngày 28 tháng 8 năm 1912. Họ có hai con trai và một Con gái:
- HSH Prince Piyarangsit Rangsit (ngày 25 tháng 12 năm 1913 - ngày 1 tháng 2 năm 1990)
- HSH Prince Sanidh Prayurasakdi Rangsit (ngày 19 tháng 8 năm 1917 - ngày 10 tháng 9 năm 1995)
- HSH Princess Charulaksana Kalyani Rangsit (born ngày 7 tháng 8 năm 1924). She relinquished her royal title to marry a commoner on ngày 28 tháng 6 năm 1945.

## Cuộc sống ở Xiêm
Sau khi trở về Xiêm La vào năm 1913, dưới thời trị vì của anh trai Vua Rama VI, Hoàng tử Rangsit làm việc để cải thiện hệ thống chăm sóc sức khỏe của Xiêm La. Hôm nay, một bức tượng của hoàng tử Rangsit đứng ở phía trước của Bộ Thái Lan Y tế công cộng, trong đó ông là cha đẻ. Ông cũng làm việc để cải thiện hệ thống các trường đại học của quốc gia, phục vụ như là đầu tiên Tổng giám đốc của Cục Đại học giao, và Chủ tịch Ủy ban Kế hoạch và Phát triển của Đại học Chulalongkorn.
Sau Cách mạng Xiêm năm 1932, Hoàng tử Rangsit không liên quan đến mình trong chính trị, nhưng đã vẫn được coi là một mối đe dọa của chính quyền quân Pro-xít của Thiếu tướng Phibunsongkhram, mà bắt Hoàng tử dưới tội phản quốc vào năm 1938. Đây là có thể là do vị trí của mình là hoàng tử cao cấp nhất còn lại ở trong nước vào thời điểm đó. Trong tù, ông đã dành nhiều thời gian của mình cho thiền định và trong các văn bản của một tạp chí mà kể lại ký ức tuổi thơ và những trải nghiệm của du lịch đến châu Âu lần đầu tiên vào năm 1899. Vào ngày 28 tháng 9 năm 1943 của mình, đã bị bỏ tù 4 năm và 9 tháng, Hoàng tử Rangsit được phát hành bởi các Phibun chính phủ (1 năm trước khi thả các tù nhân chính trị khác). Cùng với việc phát hành của các tù nhân chính trị khác Phibun của, danh hiệu Hoàng tử Rangsit của đã được khôi phục vĩnh viễn cho ông bởi chính phủ Khuang-Pridi mà lên nắm quyền sau đây buộc phải từ chức Phibun của tháng 5 năm 1944.
Hoàng tử Rangsit được cho là đã có một vai trò quan trọng trong việc đảm bảo tính liên tục của các gia đình hoàng gia Thái Lan trong giai đoạn chuyển tiếp từ sự không chắc chắn trong đó, sau sự thoái vị của (nửa-anh trai trẻ hơn mình) Vua Rama VII đến đăng quang của hai đứa cháu của ông vua Ananda Mahidol và vua Bhumibol Adulyadej. Sau khi vua Ananda Mahidols cái chết bí ẩn trong Grand Palace, Hoàng tử Bhumipol, đứa con thứ hai của một nửa-anh trai Rangsit của Hoàng tử Mahidol, được bổ nhiệm làm vị vua mới. Kể từ khi nhà vua mới lúc đầu dự định sẽ hoàn tất việc học của mình ở nước ngoài, Hoàng tử Rangsit được bổ nhiệm làm nhiếp chính của Thái Lan vào ngày 16 tháng 6 năm 1946, cũng là chủ tịch của Hội đồng tối cao của Nhà nước từ năm 1947.

## Tử vong
Vào tháng 3 năm 1951, Hoàng tử Rangsit qua đời vì một cơn đau tim trong khi ngủ vào Vidyu cung điện trên đường dây tại Bangkok. Tại cái chết của ông, ông là con trai còn sống sót cuối cùng của vua Chulalongkorn, vì đã sống 65 năm và bốn tháng. Ông cũng được biết đến là một nhà sưu tập lớn các cổ vật của Thái và các tác phẩm nghệ thuật.
Các kênh Rangsit và vùng ngoại ô của Bangkok được gọi là Rangsit được đặt theo tên của vị hoàng tử này trong suốt cuộc đời của mình, mặc dù các đường cao tốc ở Bangkok được gọi là Vibhavadi Rangsit được đặt tên sau khi con gái của mình trong pháp luật, Công chúa Vibhavadi Rangsit.

## Reference
1. ↑  About Chulalongkorn University: Prince Rangsit of Chainad. Truy cập ngày 24 tháng 12 năm 2008.

- HRH, Prince Rangsit Prayursak: First Trip Abroad 1899 (2005), edited by M. R. Priyananda Rangsit, Bangkok (ISBN 974-932231-2)
- Royal Family of Thailand
- Background to the Faculty of Arts, Chulalongkorn University  Lưu trữ ngày 29 tháng 3 năm 2010 tại Wayback Machine